# أثناسيوس (بني سويف)
المطران أثناسيوس (1923-2000) هو الأسقف القبطي الأرثوذكسي لبني سويف والبهنسا في مصر من عام 1962 حتى وفاته في عام 2000. وقد نشأ وتأثر -مثل البابا شنودة الثالث- بخدمة مدارس الأحد، وهي حركة إصلاحية لتعليم النشء في الكنيسة القبطية الأرثوذكسية في مصر.

## النشأة
ولد بالمحلة الكبرى في 2 مايو 1923 باسم عبد المسيح بشارة. عُرفت عائلته باسم قسيس بسبب العدد الكبير من رجال الدين الأقباط الذين وهبتهم هذه العائلة للكنيسة على مدى ستة أجيال على الأقل. الأكثر شهرة بينهم هو عمه البابا مكاريوس الثالث الذي شغل منصب البطريرك رقم 114 للكنيسة القبطية من 1944-1945.
بعد الانتهاء من المدرسة الثانوية، درس في الجامعة الأمريكية بالقاهرة، وحصل على ليسانس الأدب الإنجليزي (1944) وبكالوريوس في التربية وعلم النفس (1952)، بينما كان يعمل أيضًا مدرسًا للغة الإنجليزية في أسوان ويلقي محاضرات في العهد الجديد في المدرسة اللاهوتية القبطية بالقاهرة.

## الحياة الرهبانية
التحق في 7 سبتمبر 1958 بدير السريان، وسمي باسم الراهب مكاريوس السرياني.

## أسقف بني سويف والبهنسا
في 22 يوليو 1962، توفي مطران بني سويف السابق (المسمى أيضًا أثناسيوس). في 9 سبتمبر من العام نفسه، رسم البابا كيرلس السادس الراهب مكاريوس السرياني أسقفًا لبني سويف، وأضاف البهنسا إلى هذه الأسقفية، وأعطاه اسم سلفه. وهكذا، يُشار إليه أحيانًا باسم أثناسيوس الثاني أسقف بني سويف.
بدأ أثناسيوس خدمته كخادم لفصول مدراس الأحد في الفجالة بالقاهرة، ثم أصبح راهبًا وأصبح أول راهب إصلاحي يُكرس أسقفًا أبرشيًا (بني سويف) عام 1962. ورقي مطرانا في 18 يونيو 1978.
في الستينيات، أسس الأسقف أثناسيوس «بنات القديسة مريم» في بني سويف، وهي بيت للأخوات المكرسات اللواتي لعبن دورًا في العديد من المشاريع الاجتماعية في المجتمع. سعى الأسقف أثناسيوس بنشاط إلى الحوار مع المسلمين في السبعينيات والثمانينيات، ومثل مع الأسقف صموئيل الكنيسة القبطية الأرثوذكسية خارج مصر. وظل يخدم في مجلس الكنائس العالمي حتي عام 1991 ؛ حيث كان عضوا باللجنتين المركزية والتنفيذية بمجلس الكنائس العالمي.
كتب د. موريس أسعد، الأمين العام السابق لمجلس كنائس الشرق الأوسط، «اشتهر الأسقف أثناسيوس باجتماعه الأسبوعي لدراسة الكتاب المقدس في بني سويف والتي كان يحضرها مئات الأشخاص. كانت زيارته الرعوية لأبناء أبرشيته لا تقتصر على الأغنياء فقط بل كان يفتقد أفقر الفقراء. في الواقع. وكان يصر علي زيارة كل عائلة على الأقل مرة واحدة في العام، الفقراء منهم قبل الأغنياء. لكن في السنوات القليلة قبل رحيله لم يعد بإمكانه القيام بذلك لأسباب صحية، وكان يقتصر على زيارة كل الكنائس في مدن وقرى أبرشيته»

## العلاقات مع البابا شنودة
عندما وضع الرئيس السادات البابا شنودة قيد الإقامة الجبرية عام 1981، وحصره في دير الانبا بيشوي، جرى تشكيل لجنة بابوية من خمسة أساقفة لتولي مهام البابا، وكان أحد الأساقفة المعينين هو الأسقف أثناسيوس. تركت اللجنة البابوية السلطة الروحية للبابا شنودة الثالث فقط، لكنها لم تترك سلطة الكنيسة.
أعيد البابا شنودة حكم الكنيسة مع عودته إلى القاهرة بعيد الميلاد القبطي في يناير 1985. واجه البابا شنودة صعوبات في المصالحة مع أعضاء سابقين في اللجنة البابوية. وألغيت القرارات التي اتخذوها في هذه الفترة الانتقالية (1981-1985). منذ هذه اللحظة حرص البابا شنودة على أنه يمثل الكنيسة على المستوى الدولي، وفي عام 1994 أصبح البابا شنودة الثالث أحد رؤساء مجلس الكنائس العالمي.
استغرق الأمر سنوات حتى يتصالح البابا شنودة مع الأسقف أثناسيوس. في عامي 1992 و1994، غاب الأسقف عن ذكرى الاحتفال السنوي للبابا، لكن خلال الاحتفال بعيد الميلاد في يناير 1999 رحب به البابا شنودة في الكاتدرائية القبطية الأرثوذكسية في القاهرة واستقبله رواد الكنيسة بحفاوة بالغة.

## رجل الحوار
دعا الأسقف أثناسيوس إلى الوحدة المسيحية والعلاقات المسكونية والحوار الفعال بين الكنائس. ولم يوافق الأسقف أثناسيوس على سياسة البابا شنودة في مطالبة المسيحيين من الكنائس الأخرى الراغبين في الانضمام إلى الكنيسة القبطية الأرثوذكسية بإعادة تعميدهم. لكن الأسقف ذكر أيضًا أنه سيلتزم بأحكام كنيسته.
كان الأسقف أثناسيوس أيضًا رجلاً من رجال الحوار الإسلامي المسيحي. لقد أوضح صراحةً أنه لا يؤمن بالحوار اللاهوتي مع الإسلام، لكن الحوار بالنسبة له يعني إيجاد طرق للعيش معًا في سلام. وقال إن وجود دار كنيسة أهم من بناء منارة مرتفعة للكنيسة الذي كان في بعض الأحيان رمزًا للفخر أكثر من كونه رمزًا للتواضع المسيحي. كان على استعداد للتضحية بمنارة الكنيسة، أو تقصيرها، إذا كان ذلك سيساعده في الحصول على تصريح لبناء الكنيسة. ربما كان موقفه عاملاً مهمًا في الزيادة الهائلة في عدد الكنائس في أبرشيته: من حوالي 60 في عام 1962 إلى حوالي 130 في عام 2000.
تمكن الأسقف أثناسيوس من التعامل مع الحالات الصعبة لتحول المسيحيين إلى الإسلام، ساعيًا إلى حماية مجتمعه المسيحي وفي نفس الوقت بذل جهودًا كبيرة لتجنب تدهور العلاقات مع المسلمين. كانت إحدى طرق القيام بذلك هي تجنب الإعلان عن هذه المشاكل للاعلام الأجنبي. من أجل هذه المشاكل سيطلب من المسلمين الذين يسعون لتحويل القصر المسيحيين الالتزام بالقانون المصري الذي يحظر تحويل القاصرين عن ديانتهم وسيطلب دعم السلطات العليا إذا كانت السلطات الحكومية الأدنى لا تطبق القانون.

## كتبه
صدر له العديد من التفاسير في الكتاب المقدس والكتب منها:
- تفسير إنجيل متى
- تفسير إنجيل يوحنا
- تفسير سفر أعمال الرسل
- تفسير الرسالة إلى رومية
- تفسير سفر نشيد الأنشاد
- الدليل المبسط للحياة الأسرية
- التربية المنزلية خدمة الكنيسة
- بساطة المسيحية
- المسيح والإنسانية
- وحدة الكتاب المقدس
- الروح القدس والكنيسة
- السلوك السليم في المجتمع المختلط

## روابط خارجية
- المطران أثناسيوس بني سويف (ماجد كامل) - ACCOT
- أعمال المطران أثناسيوس من بني سويف - ACCOT، كلية القديس كيرلس اللاهوتية القبطية الأرثوذكسية
- الأنبا أثناسيوس الثاني مطران بني سويف والبهنسا (موقع الانبا تكلا)